# Кузьмин Василь Миколайович
Васи́ль Микола́йович Кузьми́н — солдат Збройних сил України.

## Життєпис
Уродженець Тлумаччини, закінчив Коломийську ЗОШ № 3, Коломийський економіко-правовий коледж, проживає в місті Коломия. Працював на багатьох роботах, остання — начальник охорони супермаркету.
Доброволець, 80-та аеромобільна бригада. Брав участь у багатьох боях, в тому числі і за Донецький аеропорт. На початку січня 2015-го з 10 побратимами пробилися до Донецького летовища. Брав участь у відбитті атак після руйнації другого термінала. Бої були настільки напружені, що АК заклинював. Під час однієї з атак терористи полонили побратима Ярослава Гаванця. Поранений, одне кульове та кілька осколкових поранень, проте зброї не полишав. У лютому 2015-го після одужання повернувся на фронт.

## Нагороди
За особисту мужність і високий професіоналізм, виявлені у захисті державного суверенітету та територіальної цілісності України, вірність військовій присязі, відзначений — нагороджений
- орденом «За мужність» III ступеня (31.7.2015).